# Rimini
Rimini (în emiliană: Rèmin, în latină Ariminum) este un oraș din Riviera italiană la Marea Adriatică, o reședință a provinciei Rimini în regiune Emilia-Romagna. A fost fondat de romani în 286 î.Hr. și are în zilele noastre 143.830 de locuitori, fiind un important centru turistic și stațiune balneară.

## Demografie
Rimini - evoluția demografică

|  | Graficele sunt indisponibile din cauza unor probleme tehnice. Mai multe informații se găsesc la Phabricator și la wiki-ul MediaWiki. |

Date: Recensăminte sau birourile de statistică - grafică realizată de Wikipedia

## Obiective turistice
- Tempio Malatesta
- Fontana della Pigna
- Arco di Augusto
- Ponte di Tiberio

În Rimini se află cel mai mare parc de miniaturi din Italia, Italia in Miniatura.

## Personalități născute aici
- Federico Fellini (1920 - 1993), regizor, scenarist;
- Hugo Pratt (1927 - 1995), realizator de benzi desenate;
- Scilla Gabel (n. 1938), actriță;
- Delio Rossi (n. 1960), fotbalist, antrenor;
- Matteo Brighi (n. 1981), fotbalist;
- Enea Bastianini (n. 1997) motociclist sportiv;
- Lucia Bronzetti (n. 1998), jucătoare de tenis.